# Лорікет флореський
Лорікет флореський (Trichoglossus weberi) — вид папугоподібних птахів родини Psittaculidae. Ендемік Індонезії. Видова назва weberi вшановує зоолога Макса Карла Вільгельма Вебера (1852—1937).

## Поширення
Вид поширений лише на острові Флорес. Цей вид трапляється у тропічних лісах, казуаринах і вторинних лісах на висоті 1200—1550 м.

## Опис
Папуга зелений, за винятком світло-оранжевого дзьоба, червонувато-коричневої райдужної оболонки очей та кількох жовтих плям на шиї, плечах і грудях, які роблять зелений колір світлішим. Ноги сірі. Птах сягає 21,5 см завдовжки й важить від 100 до 115 г.

## Спосіб життя
Птахів зареєстровано у стані розмноження в червні, а про розмноження повідомлялося з лютого по серпень.